# Фёдово (Лихославльский район)
Фёдово — деревня в Лихославльском районе Тверской области.

## География
Находится в центральной части Тверской области на расстоянии приблизительно 4 км на юго-запад по прямой от районного центра города Лихославль.

## История
Деревня была отмечена ещё на карте Менде, состояние местности на которой соответствует 1848 году. В 1859 году здесь было учтено 4 двора. До 2017 деревня входила в Ильинское сельское поселение Лихославльского района, с 2017 по 2021 в Вёскинское сельское поселение до его упразднения.

## Население
Численность населения: 31 человек (1859 год), 15 (русские 100 %) в 2002 году, 20 в 2010.